# Luigi Cremona
Luigi Cremona (n. 7 decembrie 1830 la Paris - d. 10 iunie 1903 la Roma) a fost un matematician italian, cunoscut pentru contribuțiile sale în geometria algebrică și în predarea matematicii în țara sa.
A fost profesor de matematică la Universitatea din Roma începând cu 1873.
Activa în cadrul Revoluției poporului, iar în 1897 devenea vicepreședinte al Senatului.
Începând cu 1898 era Ministru al Instrucțiunii Publice.

## Activitate științifică
Cremona s-a ocupat în special de geometrie.
A reprezentat în proiecție bicentrală curbe și suprafețe de gradul patru.
A elaborat teoria generală a transformărilor alegbrice biraționale, numite "cremoniene", care reprezintă tipul cel mai general de transformare biunivocă a punctelor unui plan, cu excepția unei serii de puncte fundamentale.
A rezolvat eforturile din barele fermelor și a introdus în mecanică noțiunea de "figuri reciproce".

## Scrieri
- 1873: Elementi di geometria proiettiva (Torino)
- 1874: Elementi di calcolo grafico
- 1879: Le figure reciproche nella statica grafica (Milano).

Cremona a redactat Annali di matematica pura et applicata, iar împreună cu Eugenio Beltrami a redactat Collectania mathematica (Milano, 1881).